# Joachim Costa
Pour les articles homonymes, voir Costa.
Joachim Costa est un sculpteur français né à Lézignan-Corbières le 8 janvier 1888 et mort à Narbonne le 5 février 1971.

## Biographie
Joachim Costa est issu d'une famille originaire d'Espagne qui s'est installé à Pézenas au début du XXe siècle. En 1903, alors âgé de 15 ans, le jeune Joachim est manœuvre-plâtrier dont le loisir est la sculpture. Son professeur de collège le signale de ses aptitudes auprès d'Albert-Paul Alliès, notable de la ville. Joachim Costa rencontre les sculpteurs : Jean-Antoine Injalbert, Jean Magrou et Jacques Villeneuve, « ils conclurent qu’il pouvait donner des espérances et méritait d’être encouragé ».
Le conseil municipal de Pézenas lui offre une bourse annuelle de 1 200 francs pour étudier à l’école des beaux-Arts de Montpellier et continuer ses études à Paris. En 1906, il est admis à l’école des Beaux-Arts dans l’atelier de Jean-Antoine Injalbert (1845-1933), avec les recommandations d’Albert-Paul Alliès et Charles Ponsonailhe, critique d’art qui résidait dans la capitale. Il obtient de nombreuses récompenses mais échoue au concours préparatoire pour le Prix de Rome.
Joachim Costa devient un des représentants de la sculpture en taille directe qui connaît un fort regain pendant l'entre-deux-guerres.
Il participe notamment au groupe de la Douce France mené par l'intellectuel Emmanuel de Thubert ; on y retrouve des sculpteurs comme André Abbal, Joseph Bernard, Ossip Zadkine, mais encore le lodévois Paul Dardé. Il expose au Salon d'automne, au Salon des indépendants au Salon des Tuileries et au Salon des artistes français.
Il signe un ouvrage intitulé Modeleur et tailleur de pierre, nos traditions (1921) aux Éditions de la Douce France. Il rompt définitivement avec l'enseignement d'Injalbert, préconisant ce qu'il appelle « la taille directe ». Pour lui le sculpteur doit revenir à la tradition des bâtisseurs de cathédrales en abandonnant l'étape intermédiaire du modelage. Ce qui lui fait dire : « Notre plus grande vertu à nous, sculpteurs, notre plus grande vertu est d'être de bons architectes. La sculpture doit être réduite au langage de la forme stricte. Une belle orchestration des lignes, des volumes harmonieux et synthétiques suffisent pour nous émouvoir. »[réf. nécessaire]
Il obtient le grand prix de Sculpture de l'Exposition internationale des Arts décoratifs et industriels modernes en 1925 et est décoré de la croix de la Légion d'honneur et de la croix de Guerre.

## Expositions
Joachim Costa a exposé au Salon d'automne, au Salon des indépendants et au Salon des artistes français. Avec les membres de la Douce France, il participe en novembre 1927 à une exposition collective à Paris au 77, avenue des Champs-Élysées. 

## Œuvres

### Collections publiques
- Musée national d'Art moderne (Centre Pompidou) :
  - 1924 : Nu sur le tatou ou l'Hespéride et le Gragon (bois de noyer, taille directe, 150 × 44 × 43 cm)
- Fonds national d'Art moderne :
  - 1926 : Buste de Paul Raynal (bronze, 70 × 80 cm), déposé au Musée des Beaux-Arts de Carcassonne
  - 1929 : Tête de jeune fille (bronze doré, 30 × 44 × 30 cm), déposé au Musée d’Art et d’Industrie de Roubaix
  - 1929 : Grand vase avec anses aux bas-reliefs de tigres (bronze argenté), déposé à la Ville de Sarlat
  - 1949 : Tête de jeune (bronze doré, 44 × 30 × 30 cm), déposé au Musée des Années 1930 de Boulogne-Billancourt
- Musée d'Art moderne de la ville de Paris :
  - 1913 : Bacchus enfant (pierre, hauteur 1,5 m)
  - 1922 : L'Imagier (bois de noyer, taille directe, 3,8 × 1,6 m)
- Fonds d'art de la Ville de Paris :
  - 1926 : Buste de Gaston Poulain (bronze)
  - 1926 : Tigre (bronze cire perdue, fonte barbedienne, 74 × 34 × 18 cm) déposé à la Mairie du IVe arrondissement
  - 1927 : Mouflon à manchette (faïence, 60 × 36 × 18 cm)
- Musée d'Art et d'Histoire de Narbonne :
  - 1937 : Statue équestre du général Pershing (plâtre patiné)
  - 1937 : Le Passé, le Présent (plâtre à l’échelle 1/3)
  - 1946 : Piéta (plâtre)
  - Non daté : Buste du Dr Achille Lacroix (bronze à patine brune, fondeur Georges Rudier

### Non localisée
- Vénus captivant Eros, 1925, grand prix de sculpture de l'Exposition internationale des Arts décoratifs et industriels modernes[4]

### Œuvres dans l'espace public
- 1927 : Diane, jardin public de Montluçon (Allier)[5] ;
- 1932 : Monument à Joseph Anglade, Lézignan-Corbières, sculpture en bronze représentant un portrait en buste de Joseph Anglade ;
- 1932 : Les Troubadours, Lézignan-Corbières, bas-relief en pierre destiné au socle du Monument à Joseph Anglande ;
- 1944-48 : Le Passé et Le Présent, ancien Hôpital Saint-Charles, Montpellier, bas-relief[6] ;
- 1952 : La Comédie , façade du Théâtre de Saint-Brieuc (Pierre calcaire, hauteur 2 m) ;
- Monument aux morts : Pézenas, La Rochelle ;
- Monument Pershing - Lafayette, butte de Picardie, Versailles : monument rendant hommage aux soldats américains ayant participé à la Grande guerre. Le monument est dû à l’architecte Jacques Carlu et la réalisation de la statue du équestre du Général Pershing avait été attribuée, par concours, au sculpteur Joachim Costa. Le monument a été inauguré en 1937. La statue en plâtre du général Pershing n'a jamais été fondue en bronze faute d'un financement; le moulage, qui s'était détérioré, a été retiré en 1941 et n'a pas été remplacé.